# 维尔阿杜安的杰弗里
维尔阿杜安的杰弗里（法語：Geoffroi de Villehardouin，1150年—1213年）法国骑士和历史学家，参与并记录了第四次十字军东征。他被认为是这一时期最重要的历史学家之一，最著名的作品是关于1204年4月13日西方基督徒与东方基督徒之间君士坦丁堡之战的目击记述《征服君士坦丁堡》（De la Conquête de Constantinople）。《征服》是现存至今的最早的法国历史散文叙事。